# Giao diện lập trình ứng dụng

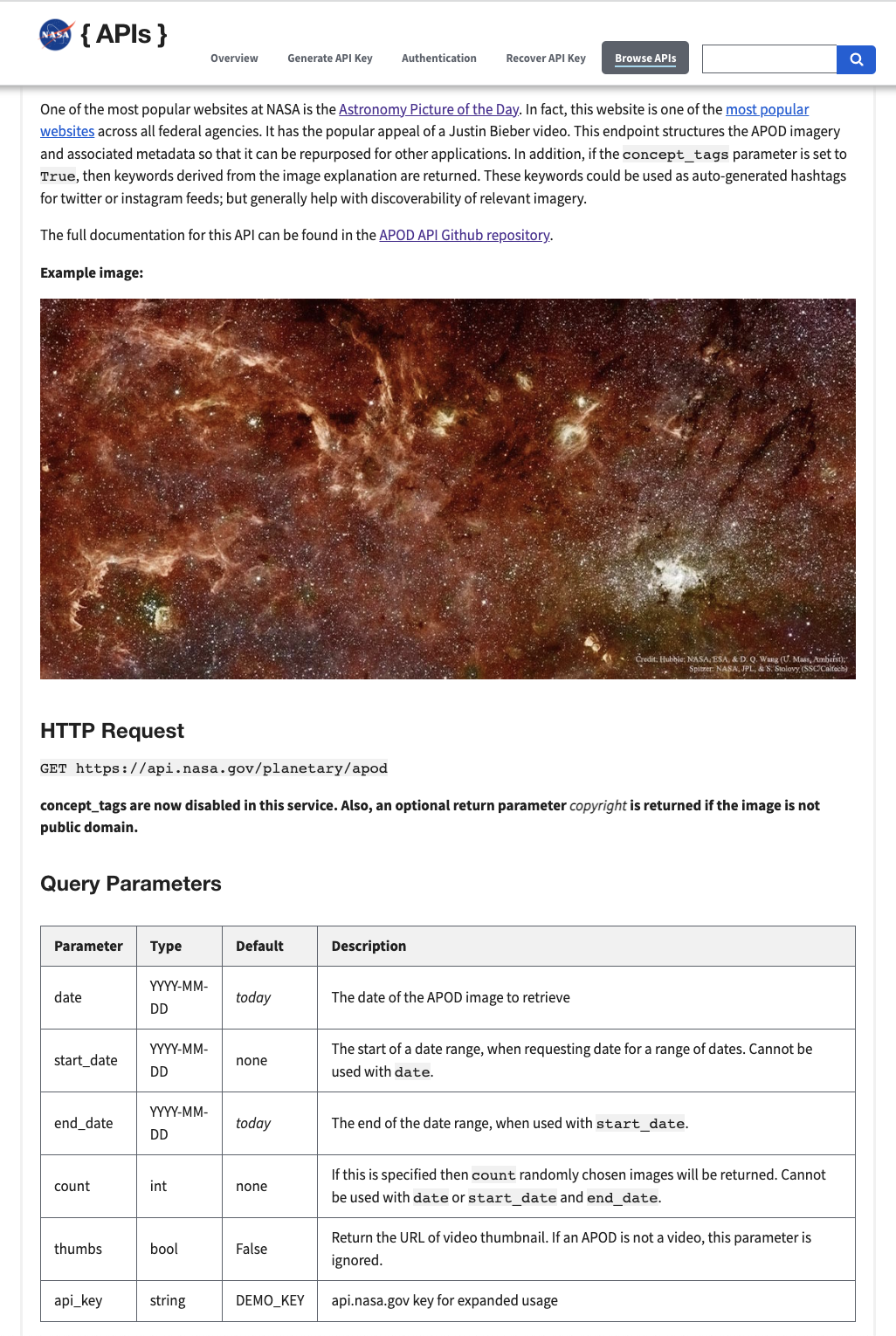
Ảnh chụp màn hình tài liệu API web viết bởi NASA

Một giao diện lập trình ứng dụng (tiếng Anh: application programming interface, viết tắt: API) là một giao diện mà một hệ thống máy tính hay ứng dụng cung cấp để cho phép các yêu cầu dịch vụ có thể được tạo ra từ các chương trình máy tính khác, và/hoặc cho phép dữ liệu có thể được trao đổi qua lại giữa chúng. Chẳng hạn, một chương trình máy tính có thể (và thường là phải) dùng các hàm API của hệ điều hành để xin cấp phát bộ nhớ và truy xuất tập tin. Nhiều loại hệ thống và ứng dụng thực hiện API, như các hệ thống đồ họa, cơ sở dữ liệu, mạng, dịch vụ web, và ngay cả một số trò chơi máy tính. Đây là phần mềm hệ thống cung cấp đầy đủ các chức năng và các tài nguyên mà các lập trình viên có thể rút ra từ đó để tạo nên các tính năng giao tiếp người - máy như: các trình đơn kéo xuống, tên lệnh, hộp hội thoại, lệnh bàn phím và các cửa sổ. Một trình ứng dụng có thể sử dụng nó để yêu cầu và thi hành các dịch vụ cấp thấp do hệ điều hành của máy tính thực hiện. Hệ giao tiếp lập trình ứng dụng giúp ích rất nhiều cho người sử dụng vì nó cho phép tiết kiệm được nhiều thời gian tìm hiểu các chương trình mới, do đó khích lệ mọi người dùng nhiều ứng dụng hơn.

## Mô tả
Một trong các mục đích chính của một API là cung cấp khả năng truy xuất đến một tập các hàm hay dùng — ví dụ, hàm để vẽ các cửa sổ hay các icon trên màn hình. Các API, cũng như hầu hết các interfaces, là trừu tượng (abstract). Phần mềm mà muốn cung cấp truy xuất đến chính nó thông qua các API cho sẵn, phải hiện thực API đó. Trong nhiều tình huống, một API thường là một phần của bộ SDK, hay software development kit. Một bộ SDK có thể bao gồm một API cũng như các công cụ/phần cứng, vì thế hai thuật ngữ này không thay thế cho nhau được.
Có nhiều mô hình thiết kế khác nhau cho các APIs. Interfaces nhằm là cách thực thi nhanh nhất thường gồm các tập các hàm, thủ tục, biến và các cấu trúc dữ liệu. Tuy nhiên, các mô hình khác vẫn tồn tại, như bộ thông dịch dùng để ước giá biểu thức trong ECMAScript/JavaScript. Một API tốt thường cung cấp một "hộp đen" hay là một lớp trừu tượng (abstraction layer) bao bọc nó, nhằm đảm bảo là nhà lập trình không thể biết cách hiện thực cụ thể bên trong của mỗi hàm trong API. Điều này làm cho việc thiết kế lại hay cải tiến hàm của API đó trở nên dễ dàng hơn vì nó không làm đổ ỗ các đoạn mã khác mà có sử dụng các hàm đó.
Có hai dòng chính sách đối với việc công bố các APIs:
1. Một số công ty bảo vệ APIs của họ một cách mạnh mẽ. Ví dụ, Sony thường chỉ cung cấp API chính thức của PlayStation 2 cho các nhà phát triển PlayStation có đăng ký. Điều này là vì Sony muốn giới hạn những người có thể viết trò chơi trên PlayStation 2, và muốn thu lợi nhuận từ những người này càng nhiều càng tốt. Đây thường là chính sách đối với các công ty mà họ không thu lợi từ việc bán các hiện thực API của họ. Tuy nhiên, PlayStation 3 là công bố hoàn toàn APIs.
2. Một số công ty thì cung cấp miễn phí APIs. Ví dụ, Microsoft công bố hầu như hoàn toàn thông tin về các API, để cho các phần mềm có thể được viết chạy trên nền Windows. Việc bán của các phần mềm hãng thứ 3 đồng thời với việc phải mua Hệ điều hành Microsoft Windows. Đây thường là các công ty thu lợi nhuận từ việc bán các hiện thực API.

Một số APIs, chẳng hạn các API là chuẩn cho một hệ điều hành, được hiện thực dưới dạng các thư viện mã độc lập được phân phối kèm theo hệ điều hành. Một số khác thì đòi hỏi nhà sản xuất phần mềm phải tích hợp API trực tiếp vào trong chương trình. Microsoft Windows APIs đi kèm theo hệ điều hành cho phép mọi người có thể sử dụng chúng. Phần mềm cho các hệ thống nhúng như thiết bị chơi trò chơi thường thuộc vào loại tích hợp vào trong ứng dụng. Trong khi các tài liệu API chính thức của PlayStation là nên đọc, nhưng nó chẳng giúp ích gì nếu ta chẳng có các hiện thực của nó, dưới dạng một thư viện độc lập hay bộ công cụ phát triển phần mềm.
Một API mà cho phép truy xuất và sử dụng tự do được gọi là "mở." Các APIs được cung cấp bởi phần mềm mở (như mọi phần mềm được phân phối theo giấy phép đăng ký GNU), là mở theo đúng nghĩa, vì mọi người có thể xem mã nguồn của phần mềm và tìm ra API. Mặc dù việc tham khảo hiện thực vẫn tồn tại cho một API (như với Microsoft Windows cho Win32 API), thì việc tạo thêm các hiện thực bổ sung vẫn có thể diễn ra. Ví dụ, hầu hết các Win32 API có thể được cung cấp từ hệ thống UNIX dùng phần mềm tên là Wine.